# VI Liceum Ogólnokształcące im. Króla Zygmunta Augusta w Białymstoku
VI Liceum Ogólnokształcące im. Króla Zygmunta Augusta w Białymstoku – szkoła średnia położona w dzielnicy Bojary, mieszcząca się w zabytkowym klasycystycznym pałacyku z początku XIX w. VI LO otrzymało tytuł Srebrnego Liceum według rankingu Perspektyw 2019. Aktualnie (2025) jest 3. najlepszym liceum w Białymstoku.

## Historia
Historia szkoły sięga roku 1777, w którym Komisja Edukacji Narodowej zatwierdziła program nauczania nowo powstałej białostockiej szkoły podwydziałowej. Szkoła znajdowała się przy obecnej ul. Kilińskiego. Do 1794 r. kierował nią ks. Jan Michałowski. W 1796, na skutek zaborów, szkoła musiała opuścić swoją dotychczasową siedzibę i, z pomocą Izabeli Branickiej, została przeniesiona do budynku dawniej zajmowanego przez teatr dworski.
W 1802 r. na skutek reformy oświatowej szkołę podwydziałową KEN przekształcono w Gimnazjum Białostockie, którego uprawniało do przyjęcia na studia wyższe. W 1808 r. gimnazjum przeniesiono do murowanego budynku Deputacji Ceł i Akcyz, wzniesionego przez Prusaków na rogu ul. Bojarskiej i Młynowej (dziś skrzyżowanie ulic Warszawskiej i Pałacowej), gdzie przez kilka lat rezydował także gubernator obwodu białostockiego. Ponowna zmiana siedziby nastąpiła w 1858 r., kiedy to gimnazjum wprowadziło się do obecnego budynku VI LO – klasycystycznego pałacyku przy ul. Kościelnej 9 (dzisiaj Warszawska 8). Budynek, powstały w 1831 r., zajmowały wcześniej m.in. siedziby rosyjskiej administracji oraz szpital wojskowy. Do absolwentów Gimnazjum Białostockiego należą m.in. Ludwik Zamenhof, twórca języka esperanto, a także Ignacy Hryniewiecki, zabójca cara Aleksandra II.
W 1873 r. zmieniono profil placówki z humanistycznego gimnazjum na techniczno-przyrodniczą szkołę realną. Szkoła zyskała nowe budynki, kupując w 1893 r. zabudowania przy obecnej ulicy Warszawskiej i stawiając nowe budynki na placu przy ul. Kościelnej w 1895 i 1898 r. Obie nieruchomości do dziś są częścią szkoły.
29 listopada 1915 r., w rok po rozpoczęciu I wojny światowej, z inicjatywy Towarzystwa Pomocy Szkołom Polskim utworzono w Białymstoku męskie i żeńskie gimnazjum realne. Po odzyskaniu przez Polskę niepodległości męskie gimnazjum umieszczono w pałacyku przy Kościelnej. Dzięki staraniom dyrektora szkoły i jednocześnie posła RP, ks. Stanisława Hałki, gimnazjum zostało upaństwowione. Nadano mu imię Króla Zygmunta Augusta.
W 1927 roku był tu nauczycielem Władysław Kolenda, w 1928 roku odznaczony Srebrnym Krzyżem Zasługi za „zasługi dla przysposobienia wojskowego”. 
II wojna światowa przerwała działalność gimnazjum, w 1944 r. powrócono jednak do nauczania w neoklasycznym pałacu. Mieściły się tam gimnazjum męskie i żeńskie. W 1958 r. utworzono na ich miejsce I Liceum Ogólnokształcące, później mieściły się tam kolejno, II i III LO oraz Liceum Ogólnokształcące dla Pracujących.
W 1972 r. powstało VI Liceum Ogólnokształcące. Dla potrzeb nowo utworzonej szkoły gruntownie zmodernizowano gmach pałacyku, zainstalowano centralne ogrzewanie i węzeł sanitarny. 14 grudnia 1974 r. szkole nadano sztandar oraz patrona, Króla Zygmunta Augusta, nawiązując do tradycji przedwojennej. Pierwszymi dyrektorami szkoły byli Anna Duda (1972–1974) i Tadeusz Dziubiński (1976–1990). Obecnie funkcję dyrektora pełni absolwent tej szkoły Dariusz Naumowicz.
Budynek VI Liceum Ogólnokształcącego jest jednym z punktów otwartego w czerwcu 2008 r. Szlaku Dziedzictwa Żydowskiego w Białymstoku opracowanego przez grupę doktorantów i studentów UwB – wolontariuszy Fundacji Uniwersytetu w Białymstoku.

## Nauczyciele
- Leon Barucki
- Krzysztof Nitkiewicz (katecheta)

## Absolwenci i uczniowie

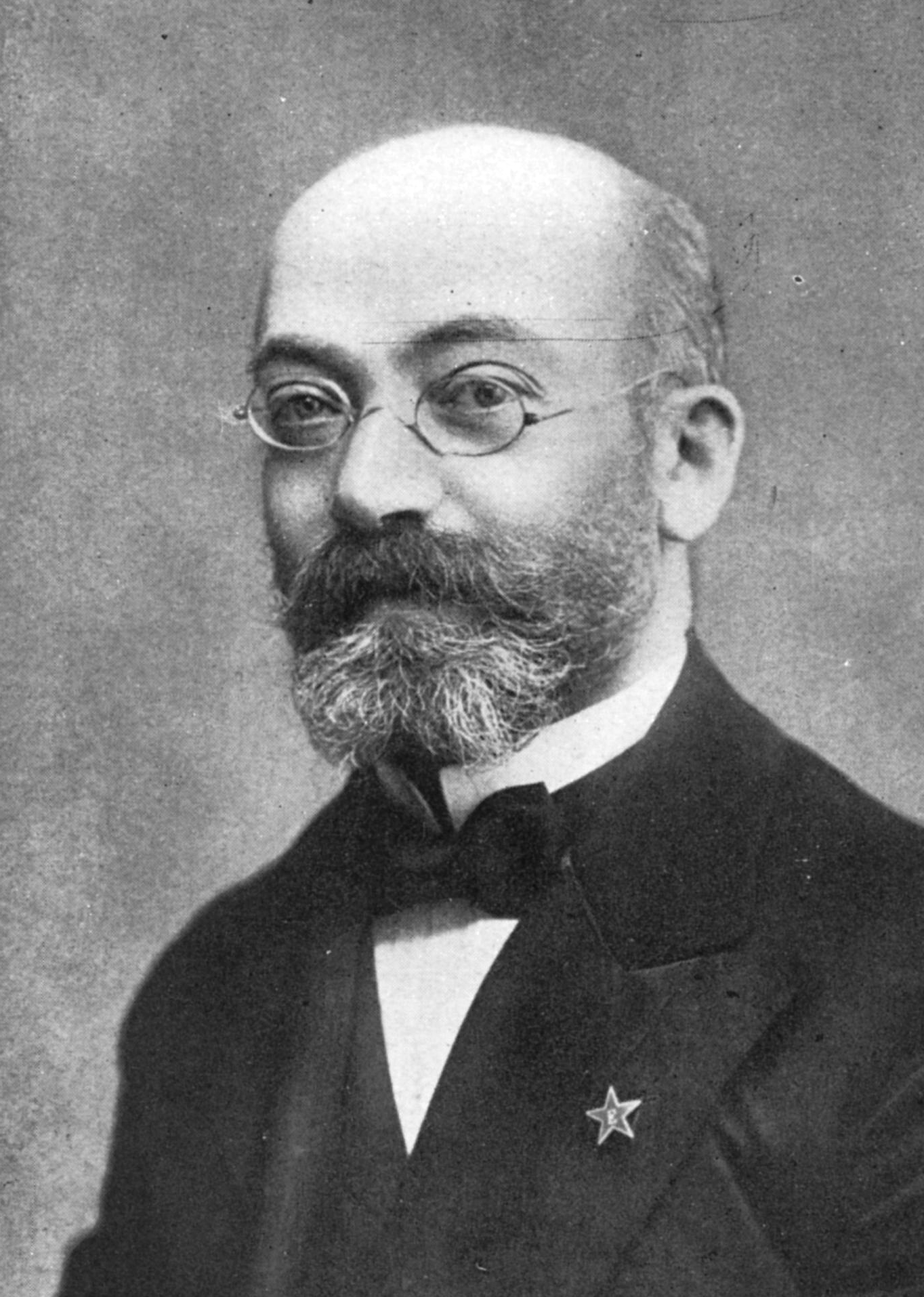
Ludwik Zamenhof

- Leon Adamowski (1932)
- Stanisław Chmielewski (1917)
- Bronisław Grun
- Witold Wenclik
- Antoni Szymaniuk
- Henryk Ciereszko (1974)
- Artur Smółko (1986)
- Ludwik Zamenhof
- Michał Tomczyk
- Marta Cywińska
- Bartosz Bielenia